# Bandwagonesque
| Críticas profissionais | Críticas profissionais |
| Avaliações da crítica  | Avaliações da crítica  |
| Fonte                  | Avaliação              |
| ---------------------- | ---------------------- |
| Allmusic               | [ 1 ]                  |

Bandwagonesque é o terceiro álbum da banda de rock alternativo escocesa Teenage Fanclub, lançado em novembro de 1991, Creation Records em associação com uma grande gravadora, Geffen Records.
A revista NME colocou Bandwagonesque na 115ª posição em sua lista dos 500 melhores álbuns de todos os tempos e o álbum também foi incluído na lista dos 125 melhores discos dos últimos 25 anos (1985-2009) feita pela Spin. A obra ainda está listada como disco fundamental no livro 1001 discos para ouvir antes de morrer.

## Concepção

### Contexto
1991 foi considerado como o ano em que o rock alternativo, o pós-punk e o college rock se instalaram definitivamente no mainstream, através de álbuns emblemáticos destes sub-gêneros, lançados naquele ano por bandas como U2, My Bloody Valentine, Pearl Jam, Pixies, R.E.M., Red Hot Chili Peppers, Primal Scream e Nirvana, entre outros. 1991 é considerado pelos teóricos como um ano de lançamentos fonográficos clássicos, influentes e de importância histórica, relembrado como um ano singular para o rock em geral.

### Gravação e Lançamento
O álbum foi gravado em Liverpool, quando a banda encontrava-se na eminência de assinar com a Geffen. O líder da banda, Norman Blake, declarou que a presença do produtor Don Fleming foi fundamental para o equilíbrio do disco. Foi ele que soube acomodar no som da banda as influências pop e melódicas do grupo (Big Star, Beach Boys, The Byrds, The Beatles) com o amor pelas distorções e aspereza musical.
O fundador do selo Creation, Alan MacGee, conta em sua biografia que foi ao estúdio em Junho de 1991, na pós produção, esperando ouvir "um álbum indie que venderia no máximo 30 mil cópias, e me deparei com um hit atrás do outro". Ele conta ainda que "Don Fleming fez um excelente trabalho de produtor, criando um álbum melódico como as coisas do Big Star, e ao mesmo tempo com influências grunges, o que seria atraente para fãs do Nirvana.
A capa do disco ostentava um saco de dinheiro, e brincava com a acusação de "vendidos" comumente imposta à época pelos fãs das bandas independentes que deixavam selos fonográficos pequenos rumo à gigantes da indústria. Logo que o disco foi lançado, Gene Simmons, baxista da banda Kiss e empresário musical (que escreveu esta história em seu livro Sex Money Kiss), enviou uma correspondência à Geffen Records, informando que a imagem de um saco com um símbolo de cifrão já havia sido registrada por ele como logo da sua companhia fonográfica Simmons Records. A gravadora Geffen foi então obrigada à enviar-lhe um cheque referente aos seus direitos autorais, além de incluírem na capa a mensagem Moneybag Logo used by permission of Gene Simmons.

## Recepção e legado
O disco foi imediatamente acolhido pela crítica e pelo público como um sucesso. Nos Estados Unidos a banda conquistou alta rotatividade nas rádios alternativas e nas paradas US modern rock. A maior surpresa para a banda foi a eleição do disco como Álbum do Ano, pela influente revista musical americana Spin, relegando Nevermind à segunda posição. O próprio vocalista do Nirvana, citou em diversas entrevistas no ano de 1991-1992 que o disco dos escoceses era um dos melhores que já tinha escutado, e que ele era um enorme fã do que considerava a "melhor banda do mundo".
No rastro da boa recepção, o grupo embarcou para uma turnê nos Estados Unidos, e ficou absolutamente surpresa com a recepção que obtiveram. Foram convidados para se apresentarem em diversos shows televisivos, como o icônico Saturday Night Live. Anos depois a banda relatou que na época tudo parecia muito natural, e que eles nem ao menos tinham ideia da proporção do que era tocar em um programa daquela envergadura, que eles confessam, mal conheciam. O guitarrista Raymond McGinley disse mais tarde que eles "não conheciam nada do showbizz" naquela época.
Embora nos Estados Unidos, o grupo tenha sido associado ao movimento Grunge, no Reino Unido o disco é considerado como um precursor do Britpop (rótulo que a banda recusa veementemente, identificando-se mais com bandas como Yo la Tengo e Sonic Youth), tendo Noel Gallagher, líder da banda-referência do movimento, Oasis, declarado que o Teenage Fanclub é a "segunda maior banda da história".

## Lista das Faixas
| N.º | Título                               | Duração |  |
| 1.  | "The Concept" (Norman Blake)         | 6:07    |  |
| 2.  | "Satan" (Teenage Fanclub)            | 1:22    |  |
| 3.  | "December" (Gerard Love)             | 3:03    |  |
| 4.  | "What You Do to Me" (Blake)          | 2:00    |  |
| 5.  | "I Don't Know" (Raymond McGinley)    | 4:36    |  |
| 6.  | "Star Sign" (Gerard)                 | 4:53    |  |
| 7.  | "Metal Baby" (Blake)                 | 3:39    |  |
| 8.  | "Pet Rock" (Gerard)                  | 2:35    |  |
| 9.  | "Sidewinder" (Gerard/Brendan O'Hare) | 3:03    |  |
| 10. | "Alcoholiday" (Blake)                | 5:26    |  |
| 11. | "Guiding Star" (Gerard)              | 2:48    |  |
| 12. | "Is This Music?" (Gerard)            | 3:18    |  |

## Créditos
- Norman Blake - Vocais, guitarra
- Gerard Love - Vocais, contrabaixo
- Raymond McGinley - Vocais, guitarra
- Brendan O'Hare - Bateria
- Joseph McAlinden - Cordas
- Don Fleming - Algumas Guitarras e vocais
- Dave Buchanan - Palmas